# Milunka Lazarević
Milunka Lazarević (Šantarovac, 1 de diciembre de 1932 – 15 de diciembre de 2018) fue una jugadora de ajedrez y periodista serbia, que tenía el título de Gran Maestra Femenina desde 1976; durante muchos años, fue la mejor jugadora femenina de Yugoslavia y participó en el cicle del Campeonato Mundial Femenino de Ajedrez.

## Biografía y resultados destacados en competición
Lazarević aprendió a jugar al ajedrez de la mano de su padre a los cuatro años y pronto destacó en el juego. En el camino para llegar a ser la mejor ajedrecista femenina de Yugoslavia, ganó el campeonato femenino de Yugoslavia once veces entre 1952 y 1982. Durante este periodo tuvo una gran rivalidad con su compatriota Vera Nedeljkovic, tanto a nivel nacional como internacional. Su estilo de juego se desarrolló hasta llegar a ser excitante e imaginativa, aunque eso hiciera que sobrevalorar su posición, en especial contra jugadores más débiles. Según Anne Sunnucks, eso le hizo perder partidas inexplicables.
Entre sus más notables resultados de comienzo de su carrera, fueron el empate en el tercer puesto en Herceg Novi de 1954 y de Bad Neuenahr de 1963, el segundo puesto en Venecia de 1957, el primer puesto en Vrnjacka Banja de 1960. Su primer puesto  fue un empate en la primera plaza en el Torneo de candidatos en Sukhumi de 1964. Fracasó pero en el play-off contra Alla Kushnir y Tatiana Zatulovskaya y perdió la oportunidad de retar a Nona Gaprindashvili por el Campeonato Mundial Femenino de 1965.

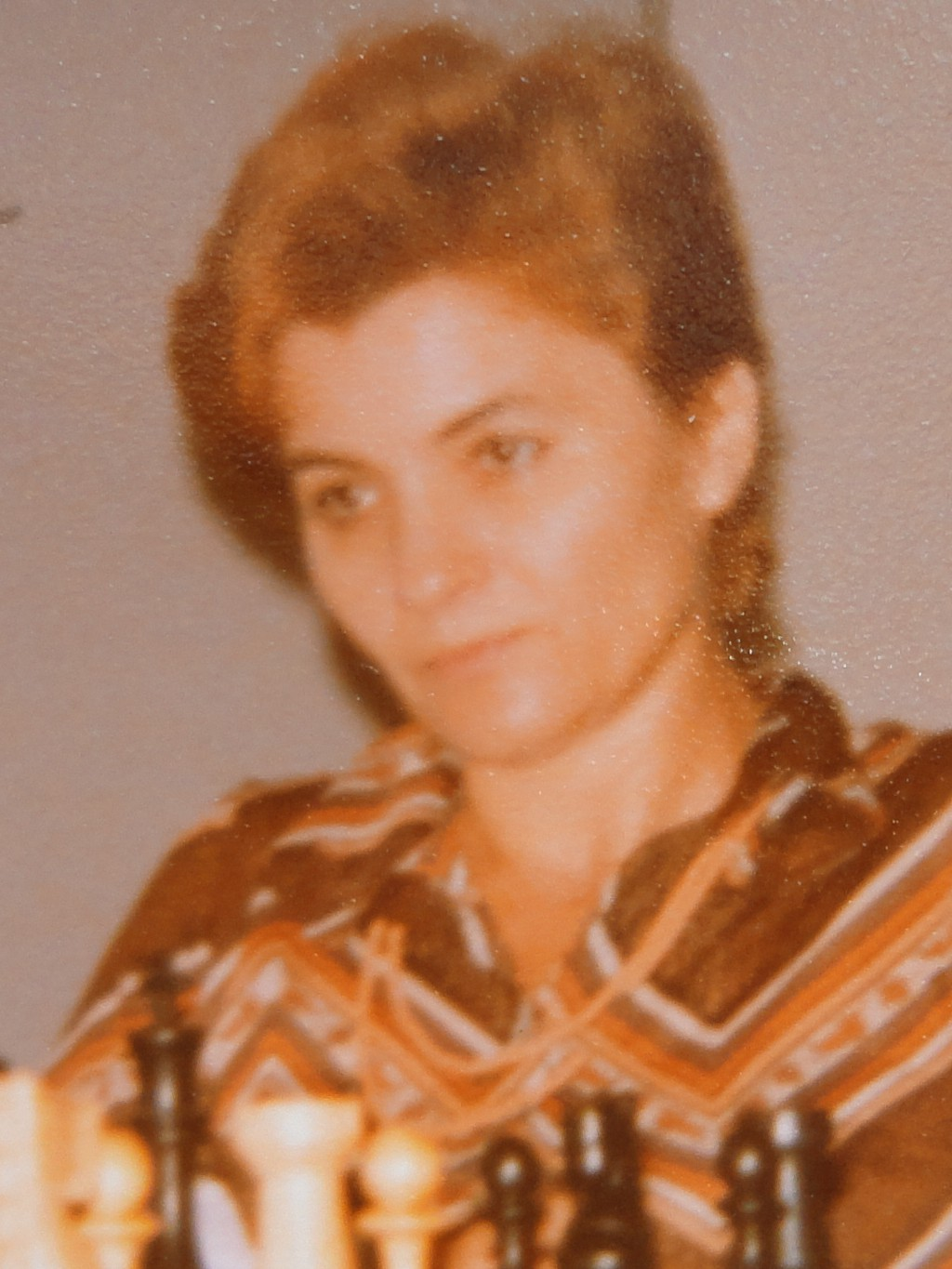
Milunka Lazarević en Río de Janeiro de 1979

Otros buenos resultados fueron un empate en el segundo puesto en la Interzonal de Ohrid 1971 (por detrás de Nana Alexandria). Obtuvo también los primeros lugares, empatado o en solitario, en Wijk aan Zee, Belgrado, Emmen (todas en 1972) y el torneo Zonal de Travnik de 1978. En competiciones por equipos, representó a Yugoslavia en la primera tabla en diversas Olimpiadas de ajedrez entre 1963 y 1984, y ganó la medalla de plata por equipos en Split en 1963.
Lazarević obtuvo los títulos de Maestra Internacional Femenino en 1954 y el de Gran Mestre Femenina en 1976. Además, obtuvo el título de árbitro Internacional en 1970.
Aparte de esto, Lazarević hizo muchos años de periodista y escribió artículos sobre Gari Kasparov y Boris Spaski entre otros para la revista New In Chess. Aunque sus años de más actividad fueron en los 80, no se llegó a retirar del juego y participó en torneos hasta 2008.